# Platygaster iberica
Platygaster iberica är en stekelart som beskrevs av Peter Neerup Buhl 1998. Platygaster iberica ingår i släktet Platygaster och familjen gallmyggesteklar. Inga underarter finns listade i Catalogue of Life.